# استاری راس
راس (سیریلیک صربی: Рас (به لاتین: Arsa)) که در تاریخ‌نگاری امروزی صربی به عنوان استاری راس (سیریلیک صربی: Стари Рас، به معنای راس کهن) شناخته می‌شود، یک دژ قرون وسطایی در همسایگی بازار پیشین استارو ترگوویشته (صربی: Staro Trgovište) است و حدود ۱۱ کیلومتری شهر نووی پازار در صربستان قرار دارد.
راس کهن یکی از نخستین و مهم‌ترین پایتخت‌های ایالت قرون وسطایی صربستان، راشکا بوده است. این دژ که امروزه در منطقهٔ راشکا قرار دارد، در مرکز کشور قرون وسطایی قرار گرفت.